# Setoppia antennata
Setoppia antennata är en kvalsterart som först beskrevs av Balogh och Sandór Mahunka 1966.  Setoppia antennata ingår i släktet Setoppia och familjen Oppiidae. Inga underarter finns listade i Catalogue of Life.